# بزرگ‌منخران رودخانه زرد
بزرگ‌منخران رودخانه زرد (نام علمی: Huanghetitan) نام یک سرده از راسته خزنده‌کفلان است. این خزندگان در دوره کرتاسه پیشین در گانسو چین زندگی می کردند.